# Дитрих III фон Катленбург
Дитрих III фон Катленбург (на немски: Dietrich III von Katlenburg, * 1075/1080, † 12 август 1106) от род Удони, е последният граф на Катленбург.

## Биография
Той е син на граф Дитрих II от Катленбург († 1085) и на Гертруда от Брауншвайг († 1117) от род Брунони, дъщеря на маркграф Екберт I от Майсен († 1068). По-голям полубрат е на Рихенза Нортхаймска († 1141), която се омъжва през 1100 г. за бъдещия император Лотар III (Суплинбурги) и на Хайнрих II († 1123).
През 1085 г. баща му е убит и той го последва като граф първо под регентството на майка му, която е в лагера на противниците на императора. Майка му Гертруда се омъжва за Хайнрих Дебели от Графство Нортхайм († 1101) от род Нортхайми и след това за маркграф Хайнрих I от Майсен († 1103) от род Ветини.
Дитрих III се жени през 1100 г. за Адела от Нортхайм (* 1090, † 1123) (Нортхайми), дъщеря на Куно фон Нортхайм († 1103), граф на Байхлинген и на маркграфиня Кунигунда фон Ваймар-Орламюнде (* 1055, † 1140), дъщеря на маркграф Ото I от Майсен. Те нямат деца.
Той е на страната на Хайнрих (по-късно Хайнрих V) в конфликтите с баща му император Хайнрих IV. През 1104 г. Дитрих напада делегация на Магденбургската църква, която е на път за Хайнрих IV и пленява бург-граф Херман фон Спонхайм-Магдебург и племенника му пропст Хартвиг фон Магдебург. Затова императорът започва наказателен поход против Дитрих на 30 ноември 1104 г., който прекъсва заради събитията във Фрицлар, когато синът му Хайнрих тайно напуска военния лагер. През средата на юни/началото на юли 1106 г. император Хайнрих обсажда Кьолн. Там Дитрих се разболява от епидемията, която върлува във войската. Не е ясно дали умира там или на 12 август 1106 г. в Аахен.
Калтенбургската собственост е наследена от Велфите. Вдовицата му се омъжва скоро след смъртта му за граф Хелперих фон Пльотцкау († 1118).
През 1105 г. Дитрих III прави замъка си Катленбург на манастир.